# Derby (gonitwa)

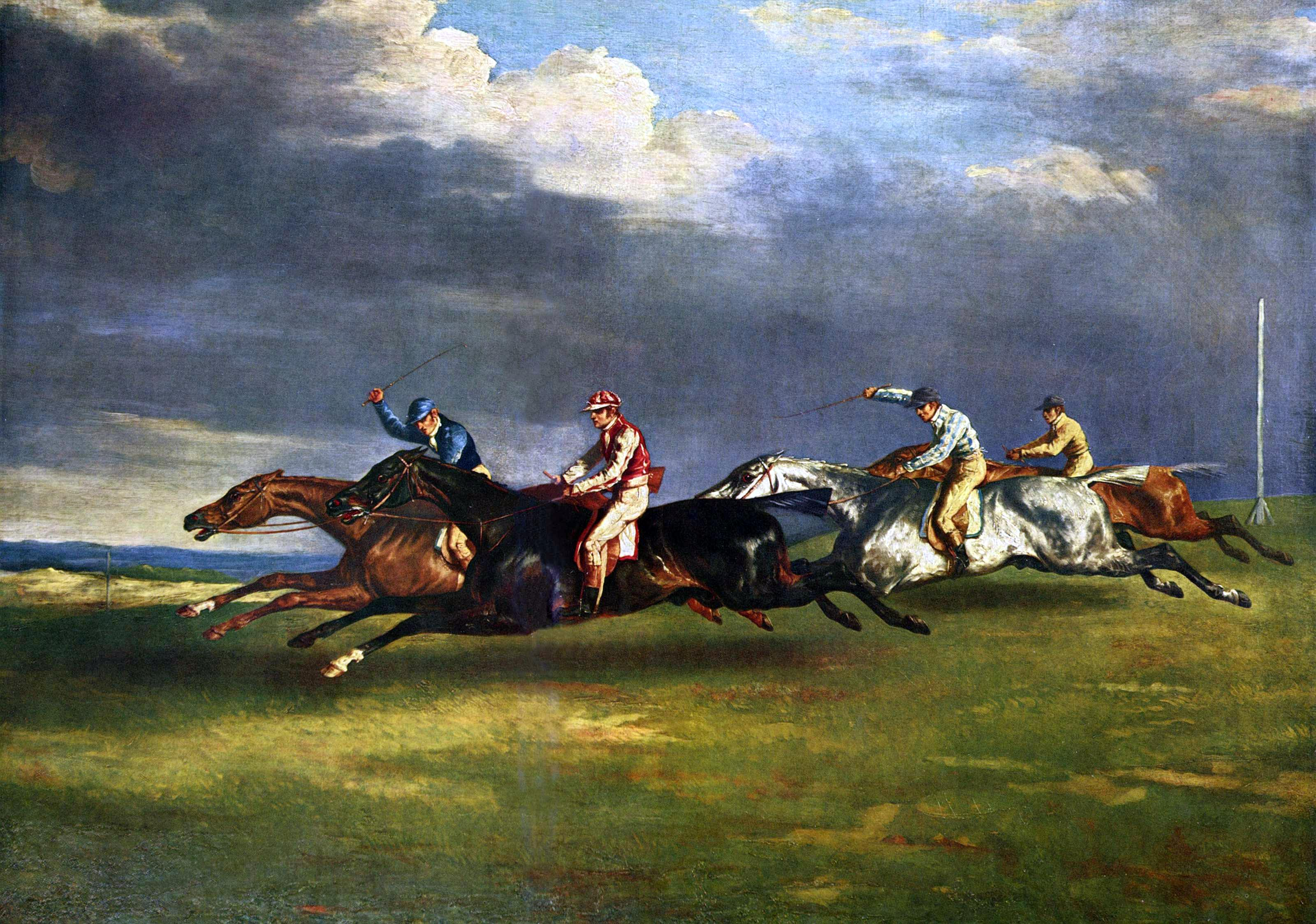
Derby w Epsom, obraz Théodora Géricaulta

Derby – płaska gonitwa dla 3-letnich koni pełnej krwi angielskiej. Zaliczana jest do tzw. gonitw klasycznych. Rozgrywana jest raz w roku. Zwycięstwo w derbach jest uważane za najbardziej miarodajny wskaźnik selekcji koni wyścigowych. Najważniejsze i najstarsze derby są rozgrywane na angielskim torze w Epsom. Gonitwa derby jest zaliczana do trzech gonitw w których zwycięstwo zaliczane jest do tytułu konia trójkoronowanego.

## Dystans
W zależności od kraju rozgrywania dystans gonitwy jest różny:
- Anglia – 1,5 mili (1780-1990), 2426 m (1990- )
- USA – 2000 m
- Polska – 2400 m
- Włochy – 2200 m
- Francja – 2100 m[2]

## Historia
Nazwa gonitwy wywodzi się od Edwarda Smith-Stanleya, XII lorda Derby, który wraz z pierwszym prezesem Jockey Clubu, sir Charlesem Bunburym, rzucił monetą o prawo nazwania tego wyścigu. Choć wygrał lord Derby to pierwszą gonitwę derby w 1780 r. wygrał koń Diomet, własności Bunburego. Od tej pory brytyjski odpowiednik tej gonitwy (Epsom Derby) rozgrywany jest co roku na torze w Epsom, wyjątkiem jest I i II wojna światowa w czasie której gonitwa została przeniesiona na tor w Newmarket.
W USA odpowiednikiem brytyjskiego Epsom Derby jest Kentucky Derby, rozgrywane od 1875 roku. Ich pierwszym zwycięzcą był ogier Aristides.
W Polsce gonitwa derby rozgrywana jest od 1896 roku na Polu Mokotowskim. Pierwsze polskie derby wygrał ogier Wrogard. W 1939 polskie derby zostały przeniesione na Tor Służewiec, gdzie odbywają się do dziś z przerwą w latach 1940-1945. Tradycją jest, że polskie derby odbywają się w pierwszą niedzielę lipca (czasami z powodu niecodziennych wydarzeń jest przesuwana).
We Francji pomimo iż nie odbywa się wyścig o nazwie derby, za jego odpowiednik uznaje się tamtejszą gonitwę Prix du Jockey Club.